# Рахманов, Артём Владимирович
Артём Владимирович Рахманов (бел. Арцём Уладзіміравіч Рахманаў; род. 10 июля 1990, Минск) — белорусский футболист, защитник борисовского БАТЭ.

## Биография
Воспитанник футбольной школы «Смена» и клуба «Минск», тренер — Юрий Вениаминович Росолько. В основном составе клуба дебютировал в 2008 году в первой лиге, на следующий год вместе с командой выступал в высшей лиге. За пять сезонов провёл в составе «Немана» 50 матчей в первенствах Беларуси, также сыграл за второй состав клуба 14 матчей (2 гола) во второй лиге и 44 матча (2 гола) в первенстве дублёров.
В 2013 году перешёл в мозырскую «Славию», за сезон принял участие в 31 матче из 33 проведённых, но не смог помочь команде избежать вылета из высшей лиги. В начале 2014 года перешёл в гродненский «Неман», был игроком ротации, подменяя Ивана Садовничего, после отъезда того в Казахстан некоторое время играл в основе, но потом потерял место в составе. Всего за год сыграл 12 матчей и по окончании сезона контракт с ним был расторгнут.
В 2015 году выступал в чемпионате Эстонии за «Левадию», сыграл за сезон 31 матч, забил пять голов и стал серебряным призёром турнира. В начале 2016 года был на просмотре в казахстанском «Иртыше», но команде не подошёл. Затем перешёл в молдавский «Милсами», в течение года был основным игроком, но к весне 2017 года потерял место в основе и покинул команду.
В июле 2017 года подписал контракт с одесским «Черноморцем», за два месяца сыграл семь матчей в чемпионате Украины, но в сентябре после прихода в клуб белорусского тренера Олега Дулуба контракт с игроком был расторгнут.
В январе 2018 года подписал контракт на полсезона с польским клубом «Ракув» (Ченстохова). Летом 2018 года Артём Рахманов перешел в футбольный клуб «Ислочь». За команду из Минского района суммарно отыграл 14 матчей во всех турнирах. В межсезонье футболист принял решение попробовать себя за границей и отправился в шведский АФК «Эскильстуна». Рахманов провел всего 5 игр в чемпионате, в которых отличился одним голом. В начале июля 2019 года расторг контракт с клубом по соглашению сторон. 15 июля вернулся в Беларусь, подписав соглашение с «Ислочью».
В январе 2020 года перешёл в брестский «Рух», где закрепился в стартовом составе. В сезоне 2021 был капитаном команды. В январе 2022 года по окончании контракта покинул клуб и вскоре стал игроком «Астаны». По итогу сезона помог клубу стать чемпионом Премьер Лиги. В январе 2023 года футболист покинул клуб, расторгнув контракт по соглашению сторон.
В январе 2024 года футболист находился в распоряжении брестского «Динамо» и вскоре официально подписал с клубом однолетний контракт. Отыграл за брестский клуб полтора сезона. В кампании-2025 провел 11 матчей во всех турнирах и оформил 1+1 по системе «гол+пас». В июле 2025 года покинул «Динамо», сотрудничество было прервано по обоюдному согласию.
В августе 2025 года стал футболистом борисовского БАТЭ. 

### В сборной
Выступал за юношескую и молодёжную сборные Беларуси. 2 сентября 2021 года дебютировал в национальной сборной в отборочном матче чемпионата мира против Чехии (0:1).

## Достижения
«Левадия»
- Серебряный призёр чемпионата Эстонии: 2015

«Милсами»
- Бронзовый призёр чемпионата Молдовы: 2016/17

«Астана»
- Победитель Премьер Лиги: 2022